# Urocystis syncocca
Urocystis syncocca är en svampart som först beskrevs av L.A. Kirchn., och fick sitt nu gällande namn av B. Lindeb. 1959. Urocystis syncocca ingår i släktet Urocystis och familjen Urocystidaceae.   Inga underarter finns listade i Catalogue of Life.